# Franca D'Agostini
Franca D'Agostini (Torino, 11 settembre 1952) è una filosofa italiana.

## Biografia
Franca d'Agostini ha conseguito laurea e dottorato all'Università di Torino, dove è stata allieva di Gianni Vattimo. Insegna Filosofia della Scienza al Politecnico di Torino, Logic and Epistemology of the Social Sciences alla Graduate School of Economic e Political and Social Sciences dell'Università Statale di Milano. Collabora ai quotidiani La Repubblica, la Stampa, Il manifesto e Il Fatto Quotidiano. 
È nota soprattutto per aver proposto una sintesi degli approcci analitico e continentale alla filosofia attraverso un confronto sistematico delle due tradizioni nella seconda metà del Novecento.

## Metafilosofia
Il suo primo libro, Analitici e continentali. Guida alla filosofia degli ultimi trent'anni, uscito nel gennaio del 1997 e dedicato al confronto tra le due maggiori tradizioni filosofiche del Novecento, la filosofia angloamericana (in prevalenza analitica) e la filosofia europea, detta ‘continentale' (creata in Germania, Francia, Spagna, Italia), ha suscitato un ampio dibattito, è stato tradotto in varie lingue, ed è tuttora uno dei testi più importanti relativi a questo tema. “L'immagine della filosofia presentata qui - scrive Michael Dummett - non è, di per sé, peculiare della tradizione analitica piuttosto che di altre scuole. Di fatto si oppone a due moderne o postmoderne linee di pensiero: il relativismo e il decostruzionismo. Il relativista nega che ci sia una cosa come la verità, nel senso di una verità incondizionata. [...] Un decostruzionista può schivare la questione dell'esistenza della verità assoluta sostenendo che l'oggettività è un ideale irrealizzabile. [...] Tra i filosofi postmoderni di questi due tipi e coloro che invece credono che la filosofia sia ancora un campo vitale per la ricerca della verità, e che questa ricerca non sia vana, non ci può essere uno scambio molto fruttuoso, e tantomeno cooperazione. Ma tra coloro che si sono formati nella tradizione analitica e coloro che si sono formati nelle diverse tradizioni che formano il vasto conglomerato della filosofia 'continentale' non dovrebbe sussistere questa barriera di incomprensione.” Analitici e continentali, conclude Dummett,  aiuta a superare la barriera “dell'ignoranza dei lavori degli uni rispetto a quelli degli altri”.
In seguito, D'Agostini ha approfondito il problema del rapporto tra la filosofia analitica e le altre tradizioni, in numerosi saggi e articoli. Tanto in Analitici e continentali, quanto nella Breve storia della filosofia nel Novecento. L'anomalia paradigmatica, pubblicato nel 1999, Franca D'Agostini mette in opera una storiografia critico-ricostruttiva, indirizzata a capire il destino e il senso del lavoro filosofico nella contemporaneità. Al centro di questi suoi primi scritti è infatti la questione meta-filosofica, ossia il problema della natura e statuto disciplinare della filosofia: i suoi metodi e stili, i suoi rapporti con la letteratura e la scienza, le sue applicazioni e i suoi usi pubblici. La Breve storia non è tanto una storia della filosofia, ma della meta-filosofia nel Novecento. La filosofia figura come "l'anomalia paradigmatica" della cultura contemporanea: è il paradigma entro cui si muovono la scienza, l'arte, la politica contemporanee, ma costituisce un'anomalia, perché la sua collocazione è impensabile, all'interno dell'attuale assetto istituzionale dei saperi.
Le ricerche metafilosofiche di D'Agostini giungono a un punto d'arrivo con il volume del 2005: Nel chiuso di una stanza con la testa in vacanza. Dieci lezioni sulla filosofia contemporanea (Carocci, 2005), che contiene un'argomentata e ampia illustrazione della natura del lavoro filosofico, e dei principali temi cruciali della riflessione metafilosofica. D'Agostini presenta qui un'immagine di filosofia come analisi concettuale, in particolare rivolta ai "concetti fondamentali" di realtà (essere), verità, bene, e loro derivati e sinonimi.

## Nichilismo e paradossi
Parallelamente, Franca D'Agostini ha affrontato alcune questioni-chiave del dibattito filosofico contemporaneo, in logica filosofica e in metafisica. In particolare: il nichilismo, il problema della verità, il significato e la natura della metafisica, l'uso della logica in filosofia, nel ragionamento comune, nella pratica dell'argomentazione. 
In Disavventure della verità (2002) ricostruisce la storia dell'enunciato autocontraddittorio “la verità non esiste”, dalle critiche di Aristotele alle dichiarazioni di Nietzsche, e al nichilismo e relativismo contemporanei. 
In The Last Fumes. Nihilism and the Nature of Philosophical Concepts (2008) fornisce un'interpretazione del nichilismo come tentativo fallimentare di sbarazzarsi dei concetti filosofici fondamentali di verità, realtà, bene, giustizia, ecc.
In Paradossi (2009) è offerta una ricognizione ragionata nel territorio dei paradossi oggi più frequentemente studiati, un'approfondita analisi di circa 80 paradossi. Come osserva Francesco Berto, inoltre, "D'Agostini ha anche una originale teoria generale dei paradossi da proporre, centrata sulla nozione di contraddizione resistente; e ha anche osservazioni critiche sue proprie su alcune delle filosofie che sono state messe a punto per affrontarli"
In una serie di articoli, tra il 2001 e il 2009 e oltre (apparsi su “aut-aut”, sul “Giornale di metafisica”, e in altri luoghi), D'Agostini discute alcuni dibattiti attuali in ontologia e in metafisica, in una prospettiva che articola i risultati della tradizione analitica con quelli della tradizione continentale.

## Logica, verità e politica
Le ricerche di Franca D'Agostini si sono aperte anche all'attualità politica, senza abbandonare però gli interessi logico-ontologici. Verità avvelenata. Buoni e cattivi argomenti nel dibattito pubblico (2010) è un breve trattato di teoria dell'argomentazione applicato all'analisi del dibattito pubblico. Secondo Gianni Vattimo, “l'accurata analisi, che l'autrice conduce, dei molteplici argomenti ingannevoli a cui siamo esposti è anche una succosa fenomenologia della nostra sfera pubblica. E la grande attrattiva del lavoro consiste proprio nel presentare vivacemente questo panorama di esempi ordinandoli nel quadro della teoria dell'argomentazione".
Introduzione alla verità (2011) presenta le teorie contemporanee della verità e delinea una prospettiva originale, che si definisce come una particolare versione di "realismo aletico". "Franca D'Agostini vuole mostrare che ‘della verità non possiamo disfarci’. Sono infondate le posizioni di coloro che sostengono che il concetto di verità sia ‘dogmatico’, ‘deleterio per la democrazia’, un concetto di cui sarebbe doveroso ‘disfarsi’. La D'Agostini va consapevolmente contro corrente: è proprio il buon uso del concetto di verità che fa restare lontani dal dogmatismo e dal fanatismo e che, particolarmente in politica, ci aiuta a non accontentarci di ciò che i politici ci dicono e a verificare se ciò che essi ci dicono corrisponda o no alla realtà delle cose".
I punti essenziali di questa ricerca sono: l'inaggirabilità dei concetti filosofici fondamentali (unum, verum, bonum), la natura fondamentalmente scettica del predicato di verità, l'appartenenza della problematica della verità a una prospettiva di "filosofia prima", collocata all'intersezione delle tre aree dell'etica, dell'ontologia e dell'epistemologia, l'idea che la metodica di tale filosofia prima presupponga un'apertura ontologica agli oggetti inesistenti, agli universali, ai possibili non attualizzati. La prospettiva filosofica di D'Agostini si chiarisce ulteriormente nelle conclusioni del suo manuale di logica "per la filosofia e il ragionamento comune" (I mondi comunque possibili), dove illustra la stretta connessione di logica, filosofia, democrazia, sulla base di una riconsiderazione del significato e della storia dei tre concetti.

## Opere
- Analitici e continentali, Raffaello Cortina, Milano 1997
- Breve storia della filosofia nel Novecento. L'anomalia paradigmatica, Einaudi, Torino 1999
- Logica del nichilismo, Laterza, Roma-Bari 2000
- Disavventure della verità, Einaudi, Torino 2002
- Le ali al pensiero. Corso di logica elementare, Paravia, Torino 2003
- Nel chiuso di una stanza con la testa in vacanza. Dieci lezioni sulla filosofia contemporanea, Carocci, Roma 2005
- The Last Fumes. Nihilism and the Nature of Philosophical Concepts, Davies Group Publishers, Aurora (Col.) 2008
- Paradossi, Carocci, Roma 2009
- Verità avvelenata. Buoni e cattivi argomenti nel dibattito pubblico, Bollati Boringhieri, Torino 2010
- Introduzione alla verità, Bollati Boringhieri, Torino 2011
- I mondi comunque possibili. Logica per la filosofia e il ragionamento comune, Bollati Boringhieri, Torino 2012
- Menzogna, Bollati Boringhieri, Torino 2012
- Logica in pratica. Esercizi per la filosofia e il ragionamento comune, Carocci, Roma 2013.
- Realismo? Una questione non controversa, Bollati Boringhieri, Torino 2013
- Le ali al pensiero. Introduzione alla logica, Carocci, Roma 2015 (versione rinnovata del libro omonimo pubblicato da Paravia nel 2003)
- La verità al potere. Sei diritti aletici, Einaudi, Torino, 2019 (con Maurizio Ferrera)